# Ado Gegaj
Ado Gegaj (* 23. August 1958 in Sarajevo, SFR Jugoslawien) ist ein bosnisch-herzegowinischer Sänger. Er hat eine Schwester und einen Bruder, die sich auch mit Musik beschäftigen. Hajrija Gegaj ist Sängerin und Izet Gegaj Komponist, Arrangeur und Musiker. Er ist verheiratet und hat drei Kinder.

## Karriere
Er spielte in einer Musikgruppe mit seinem Bruder Izet, seiner Schwester Hajrija und Jasar Ahmedovski. Die Gruppe wurde von Izet Gegaj gegründet, wobei er Akkordeon und Ado, Gitarre spielten. Hajrija Gegaj und Jašar Ahmedovski waren Sänger. 1987 begannen die Brüder Gegaj mit Dragan Stojković Bosanac, einem Musikarrangeur, zusammenzuarbeiten. Er nahm die erste Platte für die Plattenfirma „Diskos“ aus Aleksandrovac auf, auf der die Songs auffallen: „Okreni moj broj“, „Večeras me društvo zove“ i „Čarobni krug“. In Zusammenarbeit mit Dragan Stojković Bosanac nahm er 1988 Telefon zvoni, Varao me jaran moj, Tvoj me pogled ubi und Ni korak dalje neću bez nje auf. 1989 beendete er seine Zusammenarbeit mit Dragan Stojković und nahm eine neue Platte auf mit dem Titel „Ljubav za ljubav“. Das Lied Ko vojniku ljubav krade erscheint auf diesem Album. Neben ihr gab es auch das gleichnamige Lied Ljubav za ljubav und Prijete tvoji, prijete moji. 1990 nahm er in Zusammenarbeit mit Diskos sein letztes Album mit dem Titel Ti si dio mene auf, das Songs enthielt: Ti si dio mene, Dva jarana glave lude und Ljepotica. 1994 kam das Album Gdje si bila auf den Markt, das von seinem Bruder Izet und Džavid Ljubovci produziert wurde. Der Hit auf diesem Album ist Hej, majko mati. 1995 nahm er ein neues Album namens Vjerovo' sam ti mit dem Song Bosna moja auf. Nach seiner Rückkehr nach Bosnien und Herzegowina im Jahr 1998 nahm Ado eine neue CD Ovo malo duše auf, von der ein Lied namens Sličica und Lieder wie Na sve si me naučila, Da si jad i nesreća und andere. 2000 kehrte er nach Belgrad zurück, wo er in Zusammenarbeit mit Srki Boy das Album Pobjednik na kraju aufnahm für das Plattenlabel EvroSound. Bei dieser Gelegenheit nahm Ado Gegaj eine Zusammenstellung seiner Hits für den Verlag Gold auf, für die er das nächste Album namens Nazovi zbog nas aufnahm. Im Jahr 2005 nahm er eine Live Album auf „LIVE 100 %“ mit all seinen erfolgreichsten Songs, die er auf einem seiner Auftritte in den USA aufgeführt wurden. Das nächste Album „Dunjo moja“ wurde 2008 in der Produktion von MEGASOUND für Serbien veröffentlicht, dessen Besitzerin Mića Nikolić ist. Das gleiche Album wurde von Hayat Production für den Markt in Bosnien und Herzegowina veröffentlicht. Die Songs „Dunjo Moja“ und „Nisam Sinan“ stachen heraus. Er nimmt mit Izet Gegaj sein letztes Album mit dem Titel „Sad i ja znam“ auf. Dieses Album wurde auch für zwei Plattenlabels veröffentlicht. In Bosnien und Herzegowina ist der Verlag Valentino Records und in Serbien KCN Records.
Zusätzlich zu diesen aufgelisteten Alben haben viele Plattenlabels Zusammenstellungen seiner Hits veröffentlicht, darunter: EMBEX, GOLD, Diskos.
Während seiner Karriere war Ado Gegaj in der gemeinnützigen Arbeit vieler humanitärer Organisationen aktiv. Darüber hinaus nahm er in den neunziger Jahren an Hunderten von Wohltätigkeitskonzerten in Westeuropa teil.

## Privates
Er lebt und arbeitet in Sarajevo und Belgrad. Ado Gegaj hat auch einen Wohnsitz in Österreich.

## Diskografie
- Okreni moj broj (1987)
- Telefon zvoni (1988)
- Ljubav za ljubav (1989)
- Ti si dio mene (1990)
- Gdje si bila (1994)
- Vjerovo' sam ti (1995)
- Ovo malo duše (1998)
- Koktel za sva vremena (1999)
- Pobjednik na kraju (2000)
- HITOVI (2002)
- Nazovi zbog nas (2002)
- LIVE 100 % (2005)
- Dunjo moja (2008)
- Sad i ja znam... (2011)
- Legende osamdesetih / Sinan Sakić & Ado Gegaj (2014)
- Bosanac/Ženi mi se brat (2015)
- Ljubomoro/Kockar (2017)
- Mekani jastuk/Veceras je svadba moja (2021)